# Améraucana
Ameraucana
L'Améraucana ou Ameraucana est une race de poule domestique originaire des États-Unis.

## Origine
L'Améraucana est une race récente, créée au début du XXe siècle. Mais, c'est dans les années 1970 que des éleveurs américains qui admiraient certains caractères de l'Araucana, créent la race moderne de l'Améraucana pour obtenir une race pondant des œufs de teinte bleue mais sans le gène létal (le gène lié aux toupets de l'Araucana est lié à une mortalité du poussin dans l'œuf importante). Elle est admise au standard américain en 1984.

## Description
L'Améraucana est une poule de taille moyenne. Le coq pèse 3 kg et la poule 2,5 kg. Elle porte une petite crête en pois et une barbe avec des favoris. Diverses couleurs de plumage sont disponibles chez cette race. En 2024, le standard français accepte neuf couleurs pour la grande race lors des expositions et concours et huit pour la variété naine. Les yeux sont brun-rouge et la couleur des tarses peut varier selon la couleur du plumage. Certains individus ont ainsi les pattes bleues.

## Élevage
La race peut être élevée pour une production mixte (viande et œufs) mais c'est avant tout pour sa ponte qu'elle est recherchée. Elle peut pondre jusqu'à trois œufs par semaine et sur une longue durée (presque toute l'année).

## Variété naine
L'Améraucana existe sous une forme naine. Également créée aux États-Unis, le coq pèse 850 g et la poule 740 g.

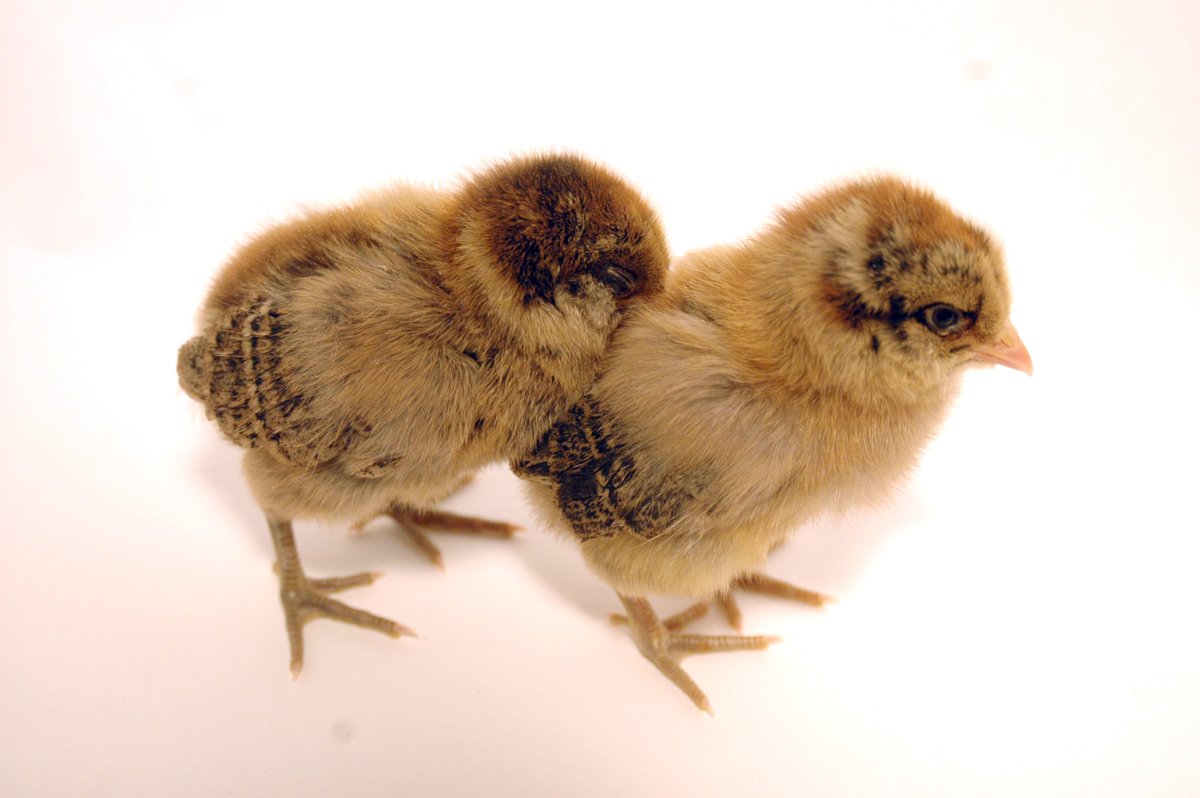
Poussins Améraucana.
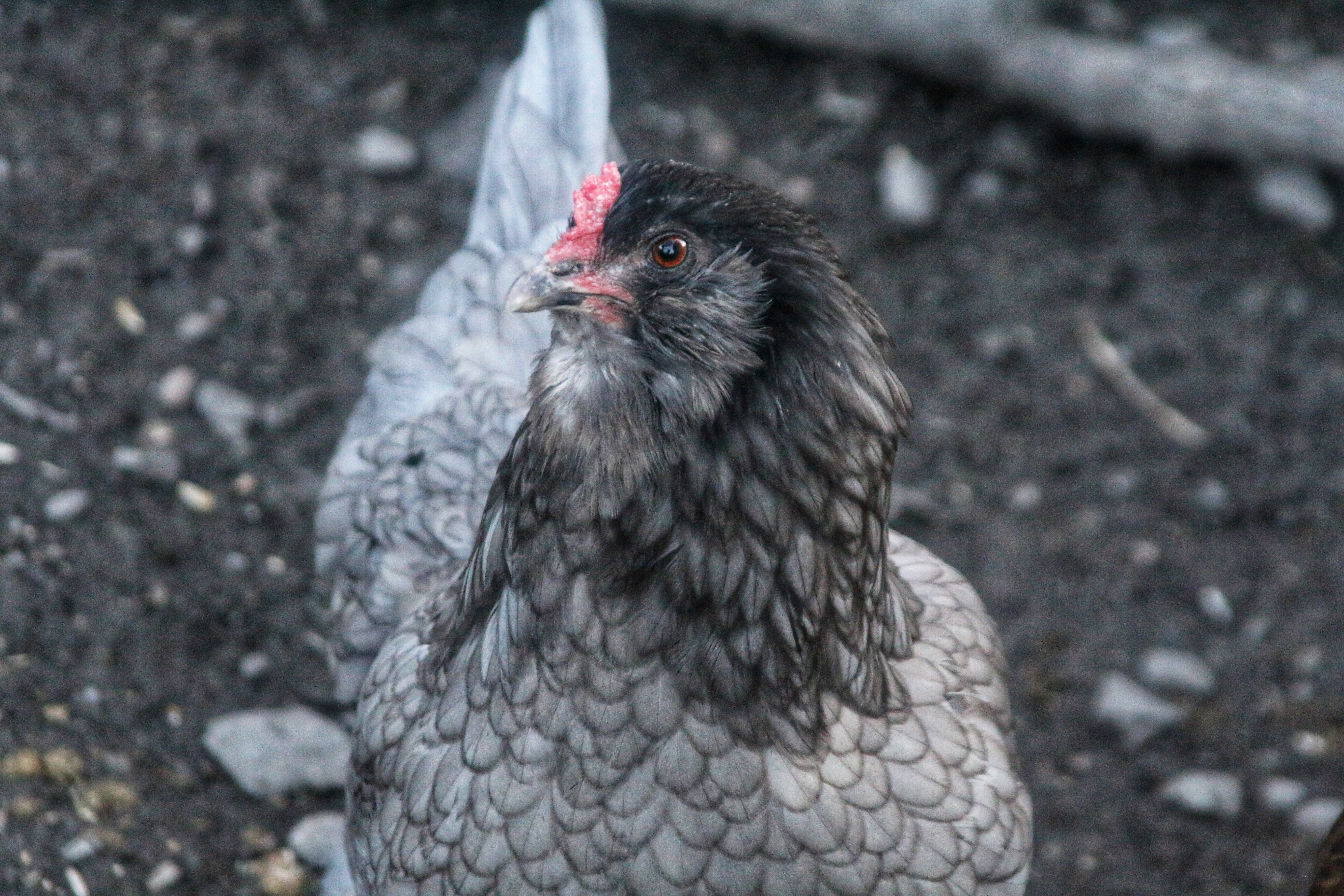
Améraucana avec sa barbe et ses favoris.
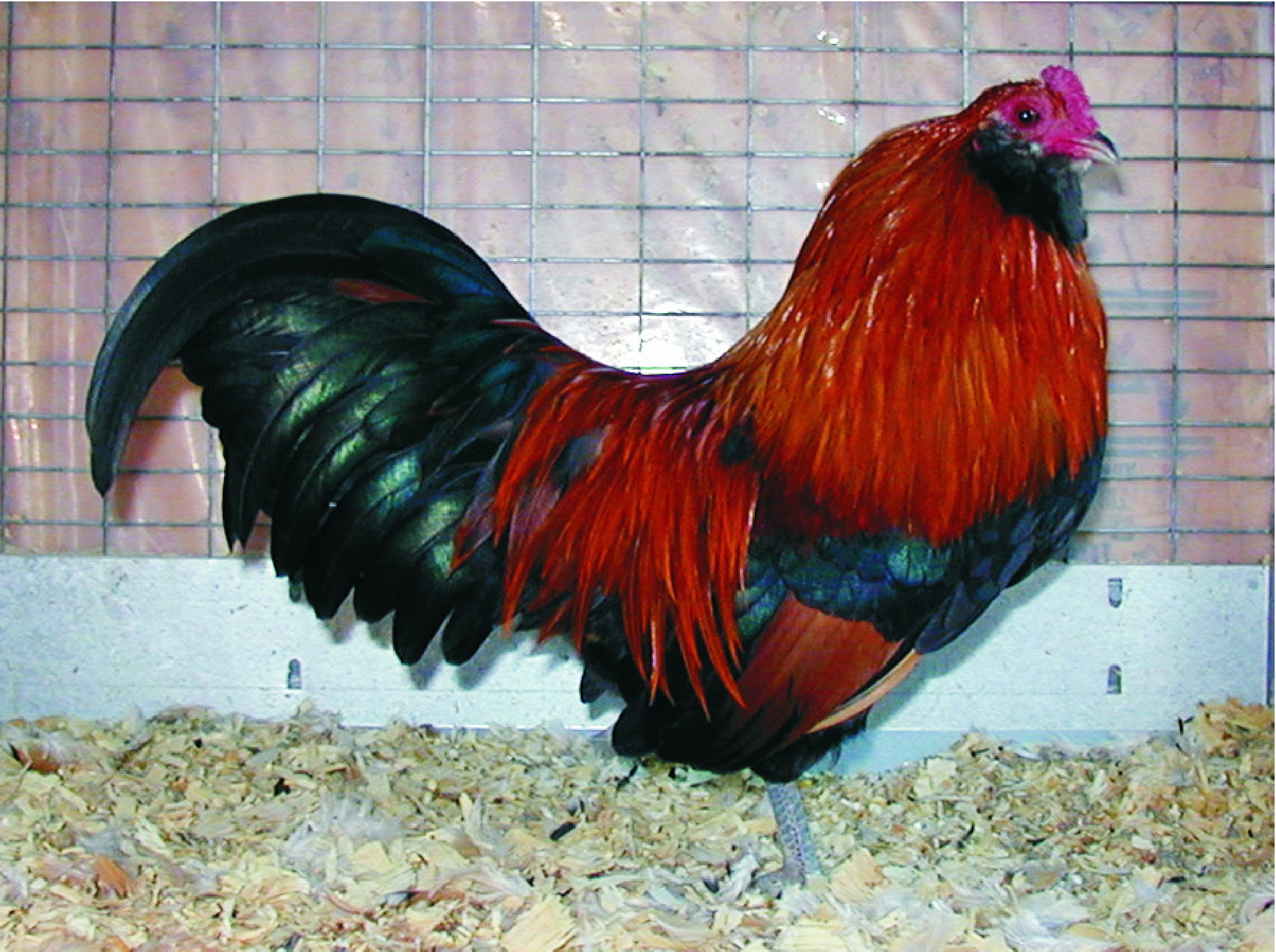
Coq Améraucana nain.

### Sources
- Le Standard officiel des volailles (Poules, oies, dindons, canards et pintades), édité par la Société centrale d'aviculture de France.